# Wim van Norden
Wim van Norden (Bussum, 13 juni 1917 – Amsterdam, 29 mei 2015) was een Nederlands journalist en verzetsman. Hij was medeoprichter, redacteur en later ook nog directeur van het dagblad Het Parool, en bestuurslid van de Perscombinatie.

## Loopbaan
Van Norden was een zoon van de kunstenaar Willem Hendrik van Norden. Hij groeide op in een cultureel en socialistisch gezin. In 1935 begon hij met een studie aan de Nederlandse Economische Hogeschool te Rotterdam. Een van zijn docenten was Jan Tinbergen. Hij voltooide deze studie in 1952.
In 1940, na de nazi-inval, raakte hij betrokken bij de verspreiding van de illegale Nieuwsbrief van Pieter 't Hoen, de schuilnaam van Frans Goedhart, en trad hij toe tot de redactie van die Nieuwsbrief. In 1941 werd hij redacteur van het illegale Parool. Hij leidde na de arrestatie van Gerrit Jan van Heuven Goedhart in december 1941 de illegale krant samen met Jan Meijer en Kees de Groot. Van Norden werd zelf ook gevangengenomen door de Duitsers en zat vast in het Oranjehotel in Scheveningen van 19 oktober 1942 tot 31 maart 1943. Omdat zijn betrokkenheid bij Het Parool niet kon worden bewezen, werd hij vrijgelaten.
Na de oorlog nam Van Norden in eerste instantie voorlopig het directeurschap van het legale Het Parool op zich, en bleef dit doen tot in 1979. Wim van Norden legde in 1968 de grondslag voor de Perscombinatie met de fusie tussen Het Parool en de Volkskrant, waarbij later ook Trouw zich aansloot. Na zijn terugtreden als topman van de Perscombinatie werd hij lid van de Raad van Commissarissen en bleef hij secretaris van de Stichting Het Parool.

## Privéleven en dood
Van Norden trouwde in 1947 met de uit Nederlands-Indië afkomstige Chinese psychoanalytica Constantine Victorine Tan. Uit dit huwelijk werden twee kinderen geboren, onder wie de jazzmusicus Maarten van Norden. Na het overlijden van zijn vrouw hertrouwde Van Norden in 1982 met de onderwijzeres Tyl Overmeer (1934-2017).
Voor het televisieprogramma Na de Bevrijding werd hij een aantal keren geïnterviewd over zijn ervaringen na de bevrijding.
Van Norden woonde op het einde van zijn leven aan de Reguliersgracht in Amsterdam, en overleed er uiteindelijk even voor zijn 98e verjaardag.

## Publicatie over Van Norden
- Joost Ramaer: 'De huurder van Ispahan. Wim van Norden'. In: Joost Ramaer: De geldpers. De teloorgang van het mediaconcern PCM. Amsterdam, Prometheus, 2010. ISBN 9789044616149